# Brevicerus
Brevicerus is een geslacht van kevers uit de familie  
kniptorren (Elateridae).
Het geslacht is voor het eerst wetenschappelijk beschreven in 1940 door Fleutiaux.

## Soorten
Het geslacht omvat de volgende soorten:
- Brevicerus cylindricus Fleutiaux, 1940
- Brevicerus oberthuri Fleutiaux, 1940
- Brevicerus parallelus Fleutiaux, 1940